# Саїманга червонощока

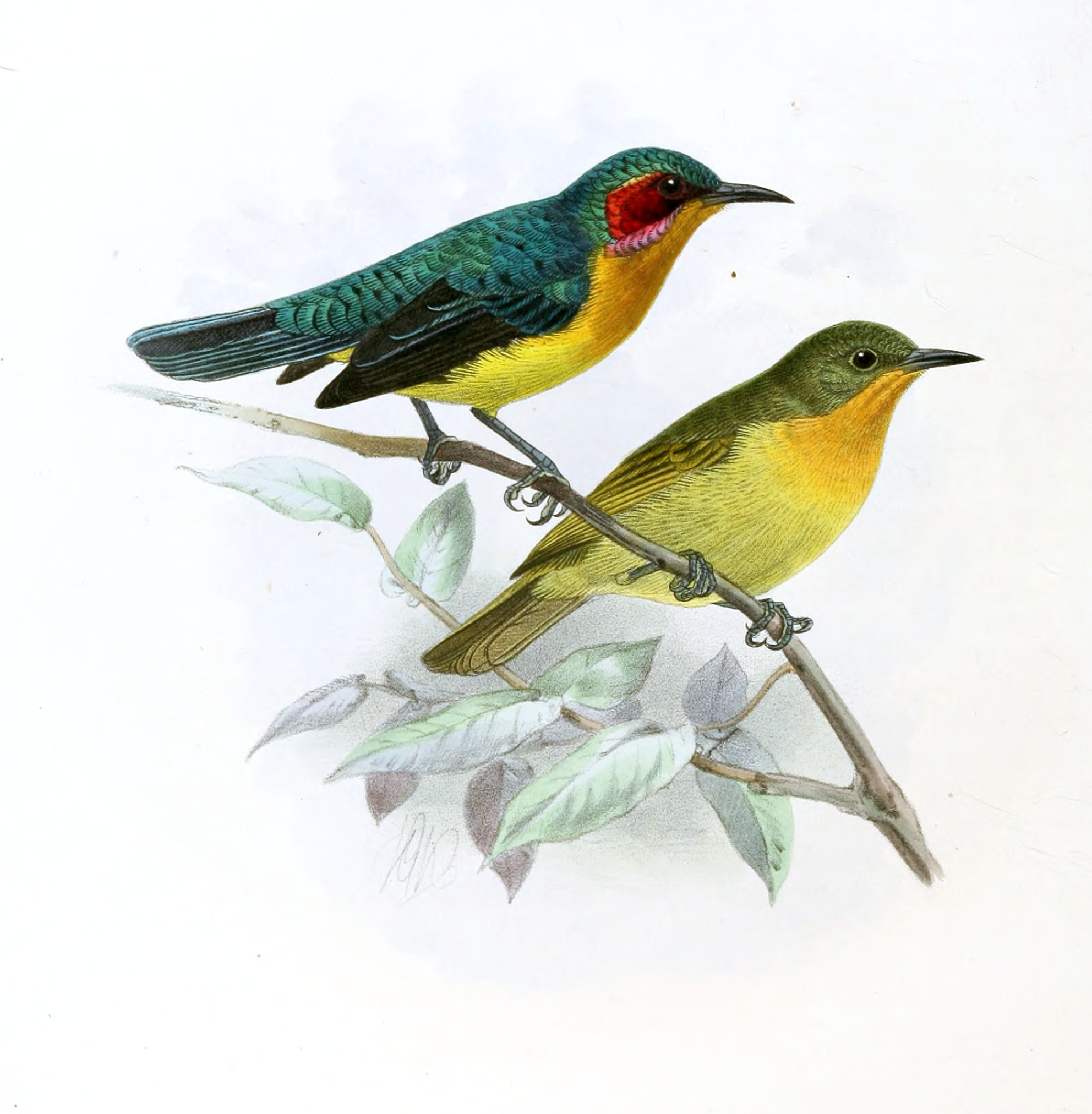
Пара червонощоких саїманг

Саїманга червонощока (Chalcoparia singalensis) — вид горобцеподібних птахів родини нектаркових (Nectariniidae). Мешкає в Південно-Східній Африці. Єдиний представник монотипового роду Червонощока саїманга (Chalcoparia). Виділяють низку підвидів.

## Опис
Довжина птаха становить 10-11 см, вага 8-9 г. У самців тім'я і верхня частина тіла зелені, блискучо-металеві. Горло червоне або оранжеве, груди оранжеві, нижня частина тіла жовта. На щоках червоні плями. Крила чорні, хвіст сірий. У молодих птахів нижня частина тіла повністю жовта.

## Підвиди
Виділяють одинадцять підвидів:
- C. s. assamensis Kloss, 1930 — від східних Гімалаїв і Бангладеш до центрального Китаю, північної М'янми і північного Таїланду;
- C. s. koratensis Kloss, 1918 — схід Таїланду та Індокитай;
- C. s. internota (Deignan, 1955) — південь М'янми і Таїланду (північ Малайського півострова);
- C. s. interposita Robinson & Kloss, 1921 — центр Малайського півострова (перешийок Кра);
- C. s. singalensis (Gmelin, JF, 1789) — південь Малайського півострова;
- C. s. sumatrana Kloss, 1921 — Суматра, острови Лінґґа[de] і Белітунг;
- C. s. panopsia Oberholser, 1912 — острови на захід від Суматри;
- C. s. pallida Chasen, 1935 — острови Натуна[en];
- C. s. borneana Kloss, 1921 — Калімантан;
- C. s. bantenensis (Hoogerwerf, 1967) — західна Ява;
- C. s. phoenicotis (Temminck, 1822) — центральна і східна Ява.

## Поширення і екологія
Червонощокі саїманги поширені від Непалу до Яви і Калімантану. Живуть в рівнинних і гірських вологих тропічних лісах, мангрових і чагарникових заростях, в садах і на плантаціях.